# Pauropsylla depressa
Pauropsylla depressa är en insektsart som beskrevs av Crawford 1912. Pauropsylla depressa ingår i släktet Pauropsylla och familjen spetsbladloppor. Inga underarter finns listade i Catalogue of Life.